# Bernard Rolli
Bernard Rolli (* 18. März 1942 in Bern) ist ein Schweizer Pantomime und Restaurator.

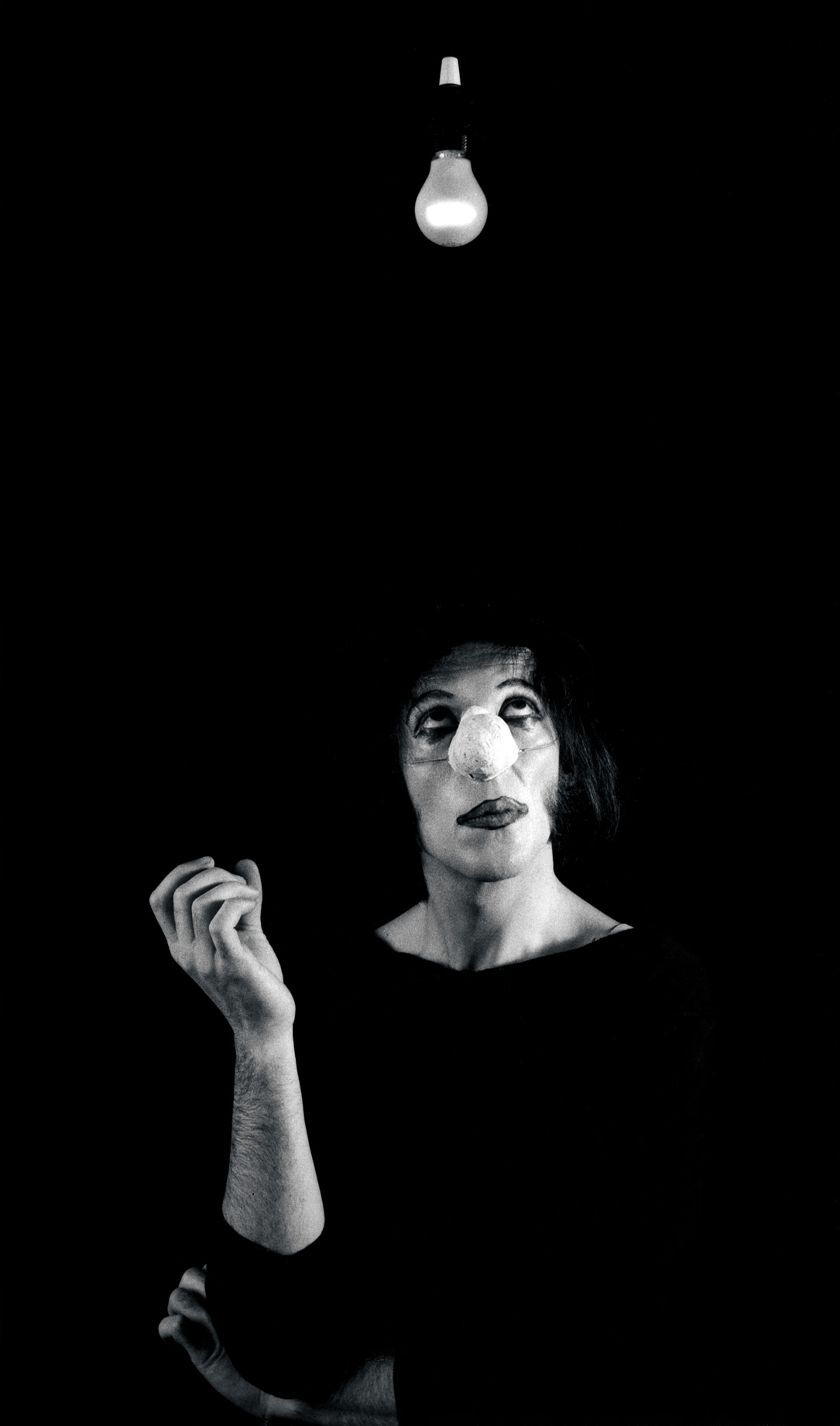

## Leben
Rolli wuchs in Bern auf, wo er 1958 die Lehre zum Antiquitätenrestaurator (zeitgleich Möbelschreiner EFZ) absolvierte. Danach arbeitete er vier Jahre in der Werkstatt seines Vaters. 1960 sammelte er als Mitglied der Berner Clowngruppe Caneros erste Bühnenerfahrung. 1965 begab er sich mit den Caneros auf Europatournee. 1966 begann Rolli die vierjährige Ausbildung in Pantomime bei Ernst Georg Böttger an der Schauspielabteilung der Musikschule Konservatorium Bern. Danach war er zwei Jahre Assistent von Böttger und spielte als Gruppenmitglied und Solist beim Berner Pantomimen Ensemble (Mime Berne). Aus der Arbeit mit dem Berner Pantomimen Ensemble entwickelte Rolli eine eigene Ausdrucksweise.
Neben Gastspielen in nahezu allen Kleintheatern in der Schweiz sowie Auftritten in Deutschland, Frankreich, Italien und Österreich war Rolli als Pantomimelehrer tätig. Seine Nummern erarbeitete er selbst; künstlerischer Berater war Ernst Georg Böttger.
Rolli gab seine Tätigkeit als Mime zu Beginn der 1980er Jahre auf und arbeitet seither als Restaurator, Kunsthändler und Antiquar.

## Gastspiele im Ausland
- Edinburgh Festival (1972 als Solist und Mitglied des Berner Pantomimen Ensembles, 1975 mit seinem zweiten Soloprogramm, 1978 mit der Uraufführung von «Hinter der Maske»)
- Festival d’Avignon (1974, 1976)
- Hong Kong Arts Festival (1977)
- Festival des mimes et clowns Dijon (1979)

## Auszeichnungen
- 1973 Eidgenössisches Kunststipendium